# Javier Flórez
Javier Antonio Flórez Valoyes (Barranquilla, 18 mei 1982) is een Colombiaans voetballer die anno 2013 bij Cúcuta Deportivo voetbalt. Flórez speelde tot in 2009 als middenvelder bij Atlético Junior in zijn geboorteplaats. Voor die club speelde hij 173 competitiewedstrijden.
In juli 2009 komt hij internationaal in het nieuws nadat hij een fan van de club doodgeschoten had. Na een nederlaag tegen Once Caldas, waardoor Atlético de landstitel misliep en waarvan hij de schuld kreeg, werd hij in zijn auto herkend door een groep fans van Atlético. Het kwam tot een woordenwisseling en Flórez pakte een wapen uit zijn auto en vuurde op de groep. Hierbij kwam één fan om het leven. Flórez, die onder invloed was, ging ervandoor maar gaf zichzelf later aan bij de politie. Flórez betaalde 150 miljoen dollar aan de familie van het slachtoffer en werd in september 2009 vrijgelaten.
In juli 2010 hervatte hij zijn loopbaan bij Atlético Bucaramanga. In januari 2012 trok hij naar Universidad Autonoma del Caribe FC. Een half jaar later tekende hij bij eersteklasser Cúcuta Deportivo